# Арон Нинчић
Арон Нинчић (Стара Кањижа, 20. септембар 1845 — Београд, 9. мај 1906) био је српски правник и политичар.

## Биографија
Рођен је 20. септембра 1845. године у Старој Кањижи.
Завршио је Велику Школу у Београду. По завршетку Велике Школе, био је адвокат у Београду и Јагодини. Био је председник окружног ( касационог ) суда у Јагодини. Потом је постао члан и председник Апелационог суда 1892-1895., а затим и Касационог суда у Београду.
Говорио је мађарски језик и бавио се превођењем са мађарског на српски језик.
Један је од првих чланова Напредне странке, од 1881. године.
Био је министар правде у владама 1895/96. Стојана Новаковића, у другој влади Михајла Вујића 1902. године и у влади Петра Велимировића 1902. године, као и заступник министра просвете и црквених дела од 19. децембра 1896. године у влади Стојана Новаковића
Био је секретар скупштине у периду од 1882. до 1884. године.
Именован је за доживотног сенатора 1903. године.
Написао је више чланака и стручних расправа из области права од којих је најзначајније о Условној осуди.
Нинчић је био одликован румунским краљевским Орденом Круне I степена, током 1897. године.
Судија Нинчић такође је био носилац српских одликовања: Ордена Таковског крста IV реда (од 1883. године), истог Ордена III степена (1889), затим II реда истог Ордена (1896), као и Ордена Белог орла V степена (одликован је 1894. године).
У попису славара у Београду, који датира из 1895. године помиње се и министар Арон Нинчић. За њега је тада било забележено, да слави Светог Јована Крститеља.
За своју породицу подигао је зграду у улици Обилићев венац број 27 у Београду.
Отац је Момчила А. Нинчића, професора економије, и министра финансија и спољних послова у владама краљевине СХС, и Велизара Нинчића, дипломате и Генералног конзула у Скопљу, и деда Ђура Нинчића, дипломате и амбасадора СФРЈ.